# Cephalopholis boenak
Cephalopholis boenak е вид лъчеперка от семейство Serranidae.

## Разпространение
Видът е разпространен в Австралия, Бруней, Вануату, Виетнам, Източен Тимор, Индия, Индонезия, Камбоджа, Кения, Китай, Коморски острови, Мавриций, Мадагаскар, Майот, Малайзия, Малдиви, Мианмар, Мозамбик, Нова Каледония, Палау, Папуа Нова Гвинея, Провинции в КНР, Реюнион, Сейшели, Сингапур, Соломонови острови, Тайван, Тайланд, Танзания, Фиджи, Филипини, Хонконг, Шри Ланка, Южна Африка и Япония.